# Lampyroidea persica
Lampyroidea persica is een keversoort uit de familie glimwormen (Lampyridae). De wetenschappelijke naam van de soort is voor het eerst geldig gepubliceerd in 1907 door E. Olivier.